# Cykelstel
Et cykelstel er hovedkomponenten på en cykel, som hjul, gear, bremser og andre cykelkomponenter fæstes til. Cykelstel fremstilles typisk i stål, men kan også laves af eksempelvis aluminium eller kulfiber.

## Diamantrammen
Det moderne og mest almindelige stel er baseret på John Kemp Starleys Safety Bicycle fra 1885, og består af to trekanter. Denne er også kendt som diamantrammen.

Diamantrammen består af to trekanter bygget af rør, en hovedtrekant og et bagtrekant koblet sammen med én fælles side. 
Hovedtrekanten består af styrerør eller kronrør, overrør, underrør eller skrårør og sæderør eller saddelrør.
Bagtrekanten består af sæderør eller saddelrør og dobelt kæde- og sædestang også kaldet henholdsvis kæde- og saddelstræbere